# Rachel Bluwstein
Rachel Bluwstein (Quirove, Rússia, 1890 — Telavive, 1931) foi uma poetisa hebraica da então colônia sionista na Palestina, hoje Israel. Em 2016, foi lançado um Google Doodle comemorando o 126º aniversário da poetisa.